# Богуслав XIV
Богуслав XIV (нім. Bogislaw XIV; 31 березня 1580 — 10 березня 1637) — останній герцог Померанії в 1625—1637 роках.

## Життєпис
Походив з династії Грифичів. Третій син Богуслава XIII, герцога Померанія-Штеттін, та Клари Брауншвейг-Люнебург. Народився 1580 року в Барті. У 1606 році після смерті батька розділив з братами родинні володіння, разом з молодшим братом Георгом II успадкував герцогство Померанія-Рюгенвальде. 1615 року оженився на представниці Шлезвізьких Ольденбургів. У 1617 після смерті брата став одноосібним герцогом Померанії-Рбгенвальд. З початком Тридцятирічної війни зберігав нейтралітет.
У 1620 році після смерті свого старшого брата Франца успадкував герцогство Померанія-Штеттин. 1622 року після смерті іншого брата Ульріха, отримує посаду лютеранського єпископа Каммін. У 1625 році після смерті Філіппа Юлія Богуслав XIV успадкував герцогство Померанія-Вольгаст. Тим самим об'єднав під своєю владою усе герцогство Померанське.
У цей час Померанія перебувала у складній ситуації з огляду на поразки лютеранських монархів на данському етапі Тридцятирічної війни. Як лютеранин Богуслав XIV відчував небезпеку з боку імпераського полководця Альбрехта фон Валленштайна. Останній 1626 року завдав поразки лютеранській армії Ернста Мансфельда в битві біля дессау, що відкрило шлях на північ Німеччини. 1627 року армія Валленштайна сплюндрувала більшу частину Померанії. З 1629 року герцогство було повністю окуповано імперськими загонами, тримався лише Штральзунд. Фактично влада Богуслава XIV стала номінальною. 1628 року Штральзунд уклав самостійний договір зі Швецією, що означало втрату влади герцога над цим містом.
Спроби Богуслава XIV, зокрема посередництво Бранденбургу, позбавитися присутності імпераських військ у Померанії не мали успіху, оскільки звернення герцога до імператора Фердинанда II не мали відповіді.за цих обставин померанський правитель вступив у таємний союз з Густавом II Адольфом, королем Швеції.
Після висадки Густава II Адольфа на острів Рюген, а потім на континент в 1630 році Богуслав XIV відкрито підтримав шведського монарха. При цьому герцог допоміг шведам без бою зайняти місто Штеттин. Невдовзі було укладено Штеттинський договір (затверджений померанськими станами 1631 року), за яким Померанія вступала до антигабсбурзького союзу, а на випадок смерті Богуслава XIV Швеція отримувала право на секвестр Померанії поки курфюрст Бранденбургу не відшкодує шведські видатки на війну та оборону герцогства. В результаті Померанія стала місцем протистояння шведів та імперської армії на чолі із фельдмаршалом Гансом-Георгом фон Арнім-Бойценбургом. У 1631 року шведи повністю зайняли Померанію, де фактичне керування перебрав на себе шведській комендант Штеттину Стен Більке.
Не бажаючи передавати Померанію Швеції 1632 року Богуслав XIV запевнив Георг-Вільгельма Гогенцоллерна, курфюрста Бранденбургу, про його права на Померанське герцогство відповідно до угод 1493 та 1529 років.
Навесні 1633 року він переніс інсульт і був практично недієздатний. Для керування цивільний та поліцейськими справами герцогства Георг-Вільгельм призначив свого штатгальтера Путбуса Вольфа. 1634 року було розроблено конституцію Померанії задля попередження протистояння між Швецією та Бранденбургом з огляду на бездітність Богуслава XIV. Останній підписав її 19 листопада того ж року на ландтазі в Трептові. Влада фактично передавалася колегії (таємній раді), яка формувалася земельними станами. Того ж року після перемоги при Нердлінгені імператор уклав пірнський договір з Бранденбургом, яким гарантував останньому Померанію.
1635 року Саксонія виступила проти Швеції і Померанія знову стала місцем протистояння. Герцог і померанські стани звернулися по допомогу до Бранденбургу. Помер Богуслав XIV 1637 року. Померанію після тривалої дипломатичної боротьби було поділено між Швецією та Бранденбургом відповідно до умов Вестфальського миру 1648 року.

## Родина
Дружина — Єлизавета, донька Йоганна II Ольденбурга, герцога Шлезвіг-Гольштейн-Зондербургу.
Дітей не було.